# Klešta
Клешта или клијешта су врста ручног алата. Постоји много врста: комбинована клешта, папагај клешта, шведска клешта, шпицангле, грип клешта, електричарска клешта и слично.
Састоје се од металног дела и најчешће пластичних ручки. Имају широку примену у многим занатима.

## Врсте
- Комбинована клешта, универзална клешта или моторцангле
- Шпицангле
- Шпицангле криве
- Папагај клешта
- Роцангле или шведска клешта
- Сечице клешта
- Столарска клешта
- Хируршка клешта
- Ковачка клешта
- Грип клешта